# سیارک ۲۶۴۵۰
سیارک ۲۶۴۵۰ (به انگلیسی: 26450 Tanyapetach، نامگذاری:2000AQ85)۲۶۴۵۰مین سیارک کشف شده‌است که در ۰۵ ژانویه ۲۰۰۰ کشف شد.